# Fernando Fernández (bestuurder)
Fernando Fernández (geboren 1966) is een Argentijnse bestuurder die sinds maart 2025 chief executive officer (CEO) van Unilever is, als opvolger van Hein Schumacher. Eerder was hij de financieel directeur (CFO) van Unilever (2024–2025).
Fernández werd in 1966 geboren in Argentinië. Hij behaalde een diploma economics aan de Universiteit van Buenos Aires.

## Loopbaan
Fernández trad in december 1987 in dienst bij Unilever als analist productiekosten in Buenos Aires. In de daaropvolgende decennia bekleedde hij functies in finance, marketing en supply chain in Argentinië en de bredere Río de la Plata-regio. Later leidde hij Unilevers haarverzorgingsactiviteiten in Latijns-Amerika (1998–2001) en Europa (2002–2004) en werd hij senior vice-president global hair care in Londen (2004–2007). Zijn eerste algemene managementfunctie was als senior vice-president voor de Filipijnen (2007–2010), waar hij na de wereldwijde financiële crisis weer volumegroei realiseerde.
In 2011 werd Fernández executive vice president in Brazilië en loodste hij de dochteronderneming door een periode met hoge inflatie en wisselkoersvolatiliteit, waarbij hij de lokale productie uitbreidde om marges te beschermen. In 2019 werd hij executive vice-president Latijns-Amerika, waarbij hij landclusters integreerde en zwak presterende stock keeping units schrapte om de bedrijfswinst te verhogen.
In januari 2024 voerde Fernández een operationele herstructurering door en nam hij vervolgens toezicht op de supply chain, inkoop, digital en business services op zich.
Op 25 februari 2025 verving de raad van bestuur van Unilever Schumacher door Fernández. Kort na zijn aantreden stelde Fernández prioriteiten om influencer marketing op te voeren, de helft van Unilevers mediabudget naar sociale kanalen te verschuiven en circa €1 miljard aan niet-kernactiviteiten in de Europese fooddivisie te desinvesteren.